# Långsjön (Garpenbergs socken, Dalarna)
Långsjön är en sjö i Hedemora kommun i Dalarna och ingår i Dalälvens huvudavrinningsområde.